# Willy Busch
Willy Busch (4 de janeiro de 1907 - 1982) foi um futebolista alemão que competiu na Copa do Mundo FIFA de 1934.